# Mercedes Marín del Solar
Mercedes Marín del Solar, född 11 september 1804 i Santiago de Chile, död 21 december 1866 i Santiago de Chile, var en chilensk diktare och skolledare. Hon var en på sin tid mycket populär poet, som också höll litterär salong i sitt hem. Hon är också känd för sina insatser för kvinnors rätt till utbildning. 

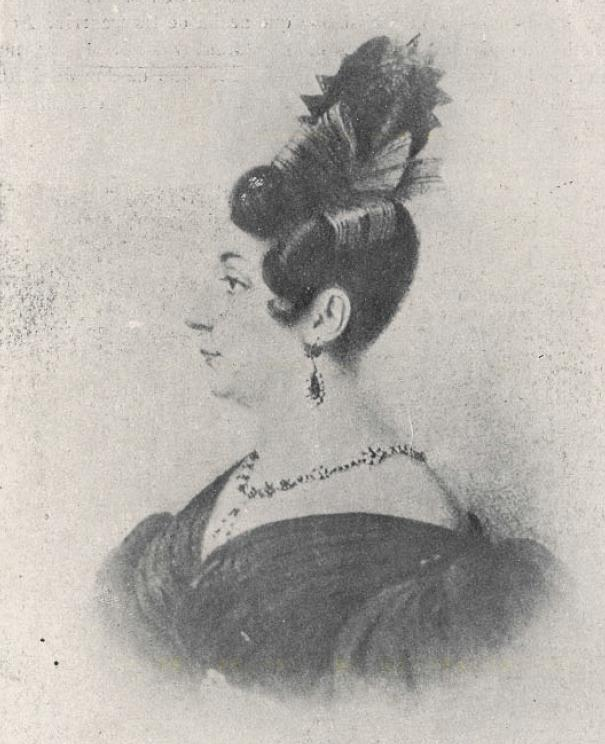
Mercedes Marín Del Solar